# Retaule major de Santa Maria de la Geltrú
El retaule major de Santa Maria de la Geltrú és una obra d'art religiosa d'estil barroc situada a l'església de Santa Maria de la Geltrú, al municipi de Vilanova i la Geltrú, a la comarca del Garraf. Es va construir a la segona meitat del segle XVII. Té unes dimensions de 12 metres d'alçada i 7,5 d'amplada i està fet de fusta policromada i daurada.
El retaule es va situar inicialment en l'església original i l'any 1713 es va traslladar a l'església actual, que es va construir a causa de l'augment demogràfic de la Geltrú.

## Iconografia
El retaule, que presideix el temple, és un retaule marià, dedicat a la Mare de Déu. La iconografia del retaule es basa en els misteris de goig i de glòria i de la passió. Els plafons principals representen vuit escenes de la vida de Jesús i Maria: l'Encarnació, la Visitació, el Naixement, la Presentació al Temple, l'Adoració dels Reis, el retrobament de Jesús al Temple, la vinguda de l'Esperit Sant i la Coronació de la Mare de Déu. A sobre els plafons, a l'àtic del retaule, hi ha representada l'escena del Calvari.
Al coronament del retaule hi trobem el Pare Etern flanquejat per quatre àngels celestes. El retaule acull també imatges corpòries situades en diverses fornícules. La situació de les imatges en el retaule és rellevant. En els dos carrers laterals, en el primer pis, hi trobem les santes amb més devoció popular en aquells moments: Santa Eulàlia i Santa Madrona, copatrones de la ciutat de Barcelona. En el pis central, hi ha Sant Pere i Sant Pau, pilars de l'església. Al tercer pis, hi trobem Sant Josep i Sant Antoni de Pàdua, tots dos representats amb l'infant Jesús.

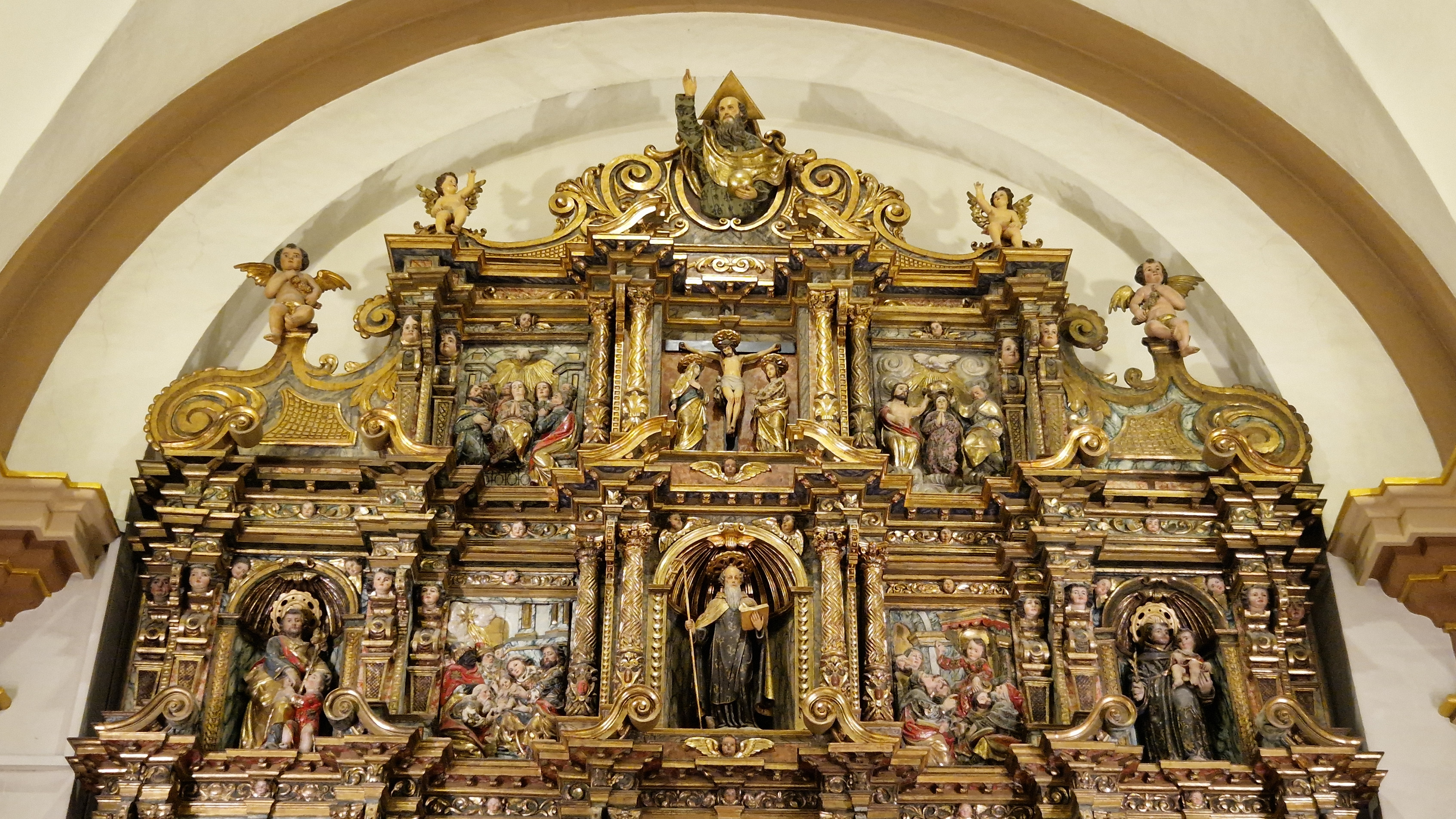
Detall part superior

En el carrer central, hi ha la representació de les devocions locals de Vilanova i la Geltrú. Al primer pis, destaca l'Assumpció, patrona de la parròquia de la Geltrú i a qui està dedicat el retaule. Al pis de sobre, hi ha Santa Gertrudis Magna, copatrona de l'església i, al tercer pis, Sant Antoni Abat, patró titular de la parròquia de Vilanova.

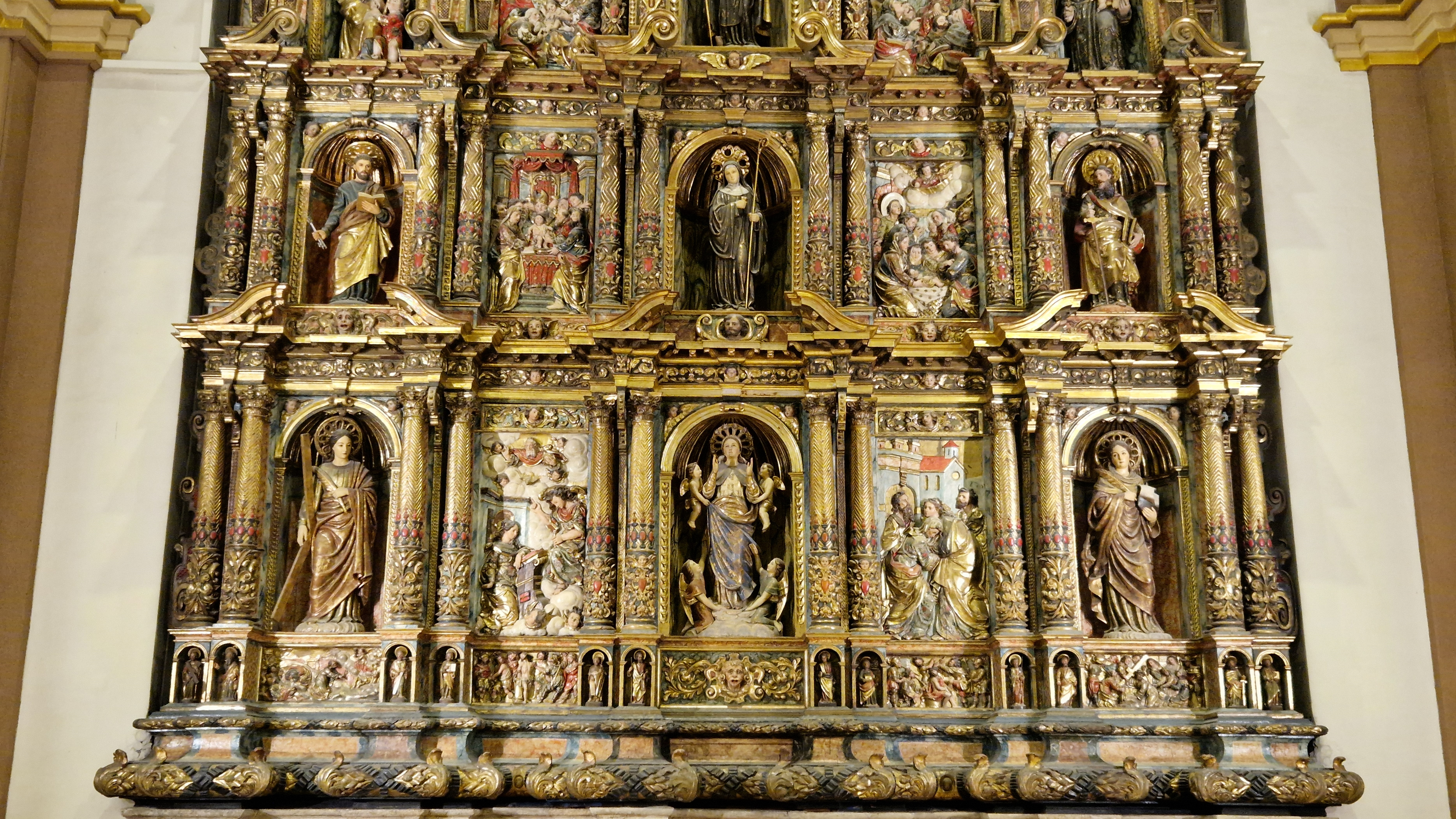
Detall part inferior

A la predel·la, o part inferior del retaule, es representen quatre escenes de la passió de Crist: l'oració a l'hort de Getsemaní, la flagel·lació, la coronació d'espines i el camí del Calvari. Entre aquestes escenes hi ha intercalades les imatges dels dotze apòstols.

## Cronologia de la construcció del retaule i restauracions
- 1643-1674: Construcció del retaule, iniciada per contracte amb Joan Aldabó i Josep Tramulles per substituir l'antic retaule de 1454, situat a l'antiga església de Santa Maria de la Geltrú.[4]
- 1713: Trasllat del retaule a l'església actual, en aquells moments encara en construcció.
- 1746-1749: Daurat de l'obra a càrrec de Francesc Vinyals.[5]
- 1758: Reparacions per desperfectes causats per un llamp.
- 1822: Incorporació d'un tabernacle procedent del convent dels caputxins de Vilanova i la Geltrú.
- 1925: Neteja i modificació estètica a càrrec de la Casa Oliva de Barcelona, patrocinada per Manuel Marquès. Es van reordenar elements escultòrics i es va col·locar una nova imatge de Santa Gertrudis, donada per la família Alegre Pi.[6]
- 1936: Durant la Guerra Civil, el retaule va patir greus destrosses, especialment a la part superior.  L'esclat del conflicte, el juliol de 1936, va comportar la destrucció de nombrosos edificis religiosos arreu del país, especialment per part de grups anarquistes. A Vilanova i la Geltrú, els fets es van iniciar el 21 de juliol de 1936 cap al migdia, amb l'assalt i saqueig del temple arxiprestal de Sant Antoni Abat. Tot seguit, el grup d'assaltants es va dirigir a l'església de Santa Maria de la Geltrú amb l'objectiu explícit d'eliminar qualsevol element relacionat amb la religió. Se'n van extreure objectes litúrgics i elements decoratius que es van cremar en una foguera improvisada a la plaça de l'Assumpció. Posteriorment, es va fer entrar un tractor dins l'església per arrencar i fer caure la iconografia del retaule major. La destrucció avançava quan hi va intervenir Ricard Mestre, cap visible dels anarquistes locals, qui, en presenciar l'escena, es va situar davant del retaule i va pronunciar les paraules: «Tot això és art, i des d'ara serà l'art del poble».[7] Aquella declaració va contribuir a aturar la destrucció total del conjunt. Gràcies a aquesta intervenció es van conservar algunes imatges: les de Sant Josep, Sant Pau i Sant Antoni de Pàdua, juntament amb quatre dels dotze apòstols de les fornícules inferiors. Malgrat això, el retaule va patir greus destrosses, especialment a la part superior, on hi havia el Pare Etern i el Calvari, i en els  elements laterals. Durant la guerra, l'església de Santa Maria de la Geltrú va ser utilitzada com a magatzem de la col·lectivitat agrària local.[8]

- 1944: Restauració a càrrec de Laureà Codina, Josep Maria Camps Arnau i Josep Maria Puig López.[9]
- 1992: Restauració integral (neteja, consolidació i eliminació de repintats) realitzada pel Servei de Restauració de Béns Mobles (SRBM) de la Generalitat de Catalunya.[10]
- 2022: Nova intervenció de manteniment i conservació curativa, sota la direcció del Centre de Restauració de Béns Mobles de Catalunya (CRBMC) de la Generalitat de Catalunya. S'hi van fer treballs de desinsectació, neteja mecànica i química, reintegracions cromàtiques i restauració del basament de pedra.[cal citació]

## Autoria del retaule
El fuster Joan Aldabó va ser l'encarregat de l'estructura arquitectònica del retaule. El seu nom apareix documentat per primera vegada a Barcelona l'any 1631, en ocasió de la construcció del retaule major de l'església de Nostra Senyora Magdalena. Destaca per la seva col·laboració amb diversos escultors en la realització de retaules barrocs. Va treballar amb artistes com Josep Ratés, Domènec Rovira i Josep Tramulles, amb qui va col·laborar tant en el retaule de la Geltrú com en altres obres destacades, com ara el retaule de Sant Lluís de l'església del monestir de Jesús i el retaule major de l'església de Nostra Senyora del Bonsuccés de Barcelona.
L'escultor Josep Tramulles, nascut a Vilafranca del Penedès el 1603, va ser l'autor de les figures i elements escultòrics. Format al taller del seu pare, Antoni Tramulles, va desenvolupar una carrera consolidada a Barcelona a partir de 1641. Entre les seves obres principals es troben els retaules del Roser de Sant Cebrià de Tiana (1645), del monestir de Santes Creus (1647) i el mateix retaule major de Santa Maria de la Geltrú (1645). Va finalitzar la seva participació en aquesta obra l'any 1655.
El basament de pedra va ser construït el 1713 per Miquel Llavina, escultor barceloní i gendre de Domènec Rovira. Llavina també va projectar l'escultura de l'Àngel del campanar de Sant Antoni Abat de Vilanova i la Geltrú (1705), obra executada pel calderer Joan Pau Coca amb l'ajuda d'Eudald Valls.
Els treballs de daurat van començar el 1745 a càrrec del daurador Francesc Vinyals i Rocatí, amb l'ajuda del seu germà Manuel Vinyals, guixaire. El procés es va desenvolupar durant quatre estius consecutius, cada estiu van treballar en un pis, de dalt a baix. L'any 1758, a causa d'un llamp, es van haver de reparar les parts afectades amb daurats realitzats per Antoni Grau.